# 안장 대학교
안장 대학교(An Giang University, AGU, 베트남어: Trường Đại học An Giang)는 1999년 메콩강 삼각주 지역에 두번째로 세워진 대학이다. 교육부의 승인을 받기 전에는 사범대학이었다. AGU의 전 총장은 보통쑤언 박사와 레민뚱이었다. 새 총장은 보반탕 박사다.

## 학부
안장 대학교는 6개의 학부를 가지고 있다.
- 사범학부(School of Education)
- 농업자원학부(School of Agriculture and Natural Resources)
- 기술환경학부(School of Technology and Environment)
- 경제경영학부(School of Economics and Business Management)
- 문화예술학부(School of Culture and Arts)
- 철학부(School of Philosophy)